# Premio Nacional Clodomiro Picado Twight
El Premio Nacional de Ciencia y de Tecnología Clodomiro Picado Twight, más conocido como Premio Clodomiro Picado Twight, es otorgado por el Gobierno de Costa Rica para los mejores trabajos de investigación original que realicen y den a conocer, individualmente o en forma colectiva, ciudadanos costarricenses en los campos de la investigación científica y de la investigación tecnológica. Originalmente el premio era uno solo, pero a partir del año 2000, se separa en un Premio Nacional de Ciencia, y otro Premio Nacional de Tecnología.

## Historia
En el año 1976, durante el gobierno de Oduber Quirós, la Asociación Costarricense de Microbiología y Parasitología de Costa Rica envía una nota al Ministerio de Cultura, Juventud y Deportes, con copia al Consejo Nacional de Investigaciones Científicas y Tecnológicas (CONICIT), sugiriendo la creación de un «Premio Nacional de Ciencias». Ambas entidades acogen la idea y de este modo, se crea mediante decreto ejecutivo un premio con el nombre del científico costarricense Clodomiro Picado Twight para el mejor trabajo de investigación original, que realicen y den a conocer ciudadanos costarricenses, en los campos de la ciencia y la tecnología. De conformidad con el decreto original de su creación, se entienden por investigaciones científicas o tecnológicas las que se realicen en los campos de la química, la física, la biología y la matemática o cualquiera otra que combine estudios entre estos campos o se refiera a las aplicaciones de estas ciencias. La dotación económica original fue de CRC 20.000.00 (aproximadamente USD $2.325.58)
En 1979, durante la administración de Carazo Odio, el premio pasa a ser bienal. Durante ese mismo gobierno, pero en el año 1981, se establece la anualidad del premio, pero con alternancia entre el premio a la Ciencia un año y al siguiente, a la Tecnología. Se dispone, además, que será otorgado a los mayores de 36 años. Durante la administración Monge Álvarez, producto de la crisis de los años ochenta, se incrementa el valor del precio a CRC 50.000.00, (aproximadamente US$278.00). En el año 1987, durante la primera administración Arias Sánchez la edad mínima para acceder al premio sube a 40 años. Posteriormente, durante el gobierno Calderón Fournier, en el año 1993, se incrementa el valor del premio a CRC.150.000.00 (aproximadamente US$500).
De acuerdo con la última reforma legal, el valor del premio es el equivalente a una «suma igual a la equivalente a diez veces el salario base de un profesional III de la Administración Pública», que para agosto de 2009 era de CRC. 513.500.00, por lo que el premio tiene un equivalente a CRC. 5.130.000.00 (aproximadamente US$8.844.99).

## Condiciones del Premio
Los premios se otorgan anualmente y se conceden simultáneamente al mejor trabajo en las áreas de investigación científica y de investigación tecnológica.Son otorgados en forma conjunta por el Ministerio de Cultura, Juventud y Deportes y el Ministerio de Ciencia y Tecnología mediante los fallos de los jurados convocados para cada área de investigación. Estos jurados están integrados por siete miembros representantes de las siguientes instancias:
1. Un delegado del Ministerio de Ciencia y Tecnología, quien preside
2. Un delegado del Ministerio de Cultura, Juventud y Deporte
3. Un delegado del Consejo Nacional para Investigaciones Científicas y Tecnológicas
4. Un delegado del Consejo Nacional de Rectores
5. Un delegado de la Academia Nacional de Ciencias
6. Un delegado de la Cámara Nacional de Empresas de Base Tecnológica
7. Un delegado de la Asociación Costarricense para la Promoción de las Ciencias y la Tecnología.

Estos jurados  consideran todos los trabajos de investigación de los concurrentes, que hayan publicado en el país o en el extranjero, durante los últimos dos años al certamen y la documentación diversa que le sea remitida por los interesados. La recepción de trabajos estará a cargo del Ministerio de Ciencia y Tecnología y se cierra el último día hábil del mes de octubre del año que corresponde premiar.
Posterriormente, los jurados deberá entregar al Ministerio de Cultura, Juventud y Deportes y al Ministerio de Ciencia y Tecnología las actas de los respectivos fallos, la última semana de enero de cada año para otorgar el premio correspondiente al año anterior. Los fallos de los jurados serán inapelables.
El mejor trabajo de investigación en cada una de las áreas: investigación científica o investigación y desarrollo tecnológico que sea otorgado por el respectivo jurado, recibie una estatuilla conmemorativa, un pergamino de reconocimiento y la suma mencionada anteriormente.

## Premios otorgados anteriormente
Esta es la lista de los premios otorgados en años anteriores.
| Ganadores del Premio Nacional de Ciencia y de Tecnología Clodomiro Picado Twight |                                                         |                      |           |
| Premiado                                                                         | Especialidad                                            | Área                 | Período   |
| Carlos Santamaría Quesada                                                        |                                                         | Ciencia              | 2011      |
| Pablo Sobrado Castro,Ph.D.                                                       | Bioquímica                                              | Tecnología           | 2011      |
| Adrián Pinto Tomás                                                               |                                                         | Ciencia              | 2010      |
| Juan Scott Chaves Noguera                                                        |                                                         | Tecnología           | 2010      |
| Esteban Gazel Dondi                                                              |                                                         | Ciencia              | 2009      |
| Guillermo León                                                                   |                                                         | Tecnología           | 2009      |
| Jorge Alberto Amador Astúa                                                       | Física                                                  | Ciencia              | 2008      |
| Primo Luis Chavarría Córdoba                                                     | Agronomía                                               | Tecnología           | 2008      |
| Felipe Mora Bermúdez                                                             | Biología                                                | Ciencia              | 2007      |
| Jorge A. Cabezas Pizarro                                                         | Química orgánica                                        | Ciencia              | 2006      |
| Álvaro Mata Chavarría                                                            | Ingeniería biomédica                                    | Tecnología           | 2005      |
| Wilberth Phillips Mora                                                           | Biología molecular                                      | Ciencia              | 2005      |
| Esteban Araya Rodríguez                                                          | Ciencia                                                 | 2004                 |           |
| Marietta Flores Díaz                                                             | Ciencia                                                 | 2003                 |           |
| Lizbeth Salazar Sánchez                                                          | Ciencia                                                 | 2003                 |           |
| José Alberto Araya Pochet                                                        | Tecnología                                              | 2003                 |           |
| Caterina Guzmán Verri                                                            | Ciencia                                                 | 2002                 |           |
| Geovanni Martínez Castillo                                                       | Tecnología                                              | 2002                 |           |
| Rafael Edgardo Carazo Salas                                                      | Ciencia                                                 | 2001                 |           |
| Oldemar Rodríguez Rojas                                                          | Tecnología                                              | 2001                 |           |
| William Vargas Castro                                                            | Física                                                  | Ciencia              | 2000      |
| Jorge Andrés Díaz Díaz                                                           | Física                                                  | Tecnología           | 1999      |
| Javier Pizarro Cerda                                                             | Inmunología                                             | Ciencia              | 1998      |
| Marcelo Jenkins Coronas                                                          | Informática                                             | Tecnología           | 1997      |
| Ricardo Estrada Navas                                                            | Matemática                                              | Ciencia              | 1996      |
| Jorge Marino Protti Quesada                                                      | Geofísica                                               | Ciencia              | 1996      |
| Luis Fernando Jirón Porras                                                       | Entomología                                             | Tecnología           | 1995      |
| Rosendo Pujol Mesalles                                                           | Infraestructura y planificación ambiental y territorial | Tecnología           | 1995      |
| Antonio Banichevich Begovich                                                     | Físicoquímica teórica - Fotofísica-química atmosférica  | Ciencias             | 1994      |
| Luis A. Rodríguez Roque                                                          | Virología Animal                                        | Ciencia              | 1992      |
| Jorge Arturo Jiménez Ramón                                                       | Ecología                                                | Ciencia              | 1990      |
| Mario Roberto Durán Ortiz                                                        | Ingeniería del transporte                               | Tecnología           | 1989      |
| José Antonio Vargas Zamora                                                       | Ecología marina                                         | Ciencia              | 1988      |
| Aldo Ramírez Coretti                                                             | Análisis estructural y geotecnia                        | Tecnología           | 1987      |
| Bruno Lomonte Vigliotti                                                          | Inmunología                                             | Ciencia              | 1986      |
| Hernan Jiménez Nichols                                                           | Ingeniería eléctrica                                    | Tecnología           | 1985      |
| Francisco Pacheco Carranza                                                       | Arquitectura                                            | Tecnología           | 1983      |
| Jorge Cortés Núñez                                                               | Biología marina                                         | Ciencia              | 1982      |
| Julio Mata Segreda                                                               | Química                                                 | Ciencia y Tecnología | 1979-1981 |
| José María Gutiérrez Gutiérrez                                                   | Microbiología                                           | Ciencia y Tecnología | 1979-1980 |
| Juan Bosco Tuck Durán                                                            | Ingeniería Forestal                                     | Ciencia y Tecnología | 1979-1980 |
| Gabriel Macaya Trejos                                                            | Biotecnología                                           | Ciencia y Tecnología | 1977-1979 |
| Guy de Teramond Peralta                                                          | Física                                                  | Ciencia y Tecnología | 1977-1978 |

## Decretos Ejecutivos
Esta es la lista de Decretos del Poder Ejecutivo que han regulado el premio a través de los años:
1. República de Costa Rica. Poder Ejecutivo (22 de diciembre de 1976). «Decreto Ejecutivo N°6601 «Crea el Premio Nacional Clodomiro Picado Twight»».  En SINALEVI, ed. Diario Oficial «La Gaceta», #244. San José, Costa Rica: Imprenta Nacional. Consultado el 14 de septiembre de 2009. (enlace roto disponible en Internet Archive; véase el historial, la primera versión y la última).

1. República de Costa Rica. Poder Ejecutivo (12 de febrero de 1979). «Decreto Ejecutivo N°9540 «Reforma Premio Nacional Clodomiro Picado Twight»».  En SINALEVI, ed. Diario Oficial «La Gaceta», #30. San José, Costa Rica: Imprenta Nacional. Consultado el 14 de septiembre de 2009. (enlace roto disponible en Internet Archive; véase el historial, la primera versión y la última).

1. República de Costa Rica. Poder Ejecutivo (18 de noviembre de 1981). «Decreto Ejecutivo N°9540 «Crea Premio Nacional Clodomiro Picado Twight»».  En SINALEVI, ed. Diario Oficial «La Gaceta», #221. San José, Costa Rica: Imprenta Nacional. Consultado el 14 de septiembre de 2009. (enlace roto disponible en Internet Archive; véase el historial, la primera versión y la última).

1. República de Costa Rica. Poder Ejecutivo (16 de junio de 2000). «Decreto Ejecutivo N°28683 «Crea el Premio Nacional de Ciencia y el de Tecnología Codomiro Picado Twight»». Diario Oficial «La Gaceta», #116. San José, Costa Rica: Imprenta Nacional. Consultado el 14 de septiembre de 2009.